# Panarabismo

Mondo arabo

Bandiera associata al panarabismo.

Il panarabismo è un movimento politico e culturale di matrice nazionalista araba volto all'unificazione del mondo arabo. Il panarabismo conobbe vasta popolarità nel mondo arabo durante il XX secolo, promosso dal nasserismo e dal ba'thismo.

## Storia
Il panarabismo emerse nell'ambito della Nahda tra gli anni 1870 e 1880 nella Siria ottomana. Nacque in primo luogo come reazione contro il comunitarismo islamico turco con l'esigenza di riscoprire una nuova identità, diversa dalla semplice caratterizzazione religiosa. Il suo più celebre manifesto, Le Réveil de la nation arabe dans l'Asie turque, venne scritto nel 1905 dall'intellettuale arabo cristiano Negib Azoury. Tra i primi sostenitori del panarabismo si distinsero la borghesia siriana e le gerarchie ecclesiastiche della Mecca.
Nella sua storia il panarabismo ha avuto molteplici aspetti: dopo la prima guerra mondiale si trasformò in una "bandiera" dell'irredentismo anti-francese e anti-britannico. Infatti in quegli anni Francia e Regno Unito si erano sostituiti alla dominazione turca dopo il dissolvimento dell'Impero ottomano.
Sempre il Panarabismo, dopo il secondo conflitto mondiale, fu la base ideale su cui si fondò nel 1945 la Lega araba al Cairo e su cui per due volte fu fondata la RAU (Repubblica Araba Unita) nata il 1º febbraio 1958 su ispirazione di Gamāl ʿAbd el-Nāṣer che federò fino al 1961 Egitto e Siria (la Siria ne uscì in seguito a un colpo di Stato). La RAU continuò solo con la presenza dell'Egitto ed ebbe successivamente l'adesione dello Yemen del nord. In risposta alla RAU nacque anche la Federazione Araba tra Giordania ed Iraq, costituita due settimane dopo.